# 直叶珠藓
直叶珠藓（学名：Bartramia ithyphylla）为珠藓科珠藓属下的一个种。